# Associação Brusquense de Esporte e Lazer
A Associação Brusquense de Esporte e Lazer  é uma associação sem fins lucrativos da cidade de Brusque, que possui equipes masculina e feminina nas categorias de base de voleibol, e o time profissional feminino que foi promovido a elite nacional após ser vice-campeão da Superliga Brasileira de Voleibol Feminino - Série B em 2024 e atualmente disputa a Superliga A.

## Histórico
O projeto Abel  fundado em 2012, alcançou o número de cerca de 5 mil crianças  que tiveram passagem por ele, revelando atletas que se profissionalizaram e até mesmo atuando fora do país. As aulas são oferecidas gratuitamente abrangendo crianças de escolas públicas e também privadas. O time de vôlei feminino da Abel atuou na temporada 2021-22 com o nome fantasia Abel/Moda Brusque e a partir de 2022-23 passa a utilizar a alcunha Abel Moda/Vôlei, também a nova logo leva as cores azul e rosa e na parte de cima leva a sigla AMV, e acrescia de  uma bola de vôlei e A FIP, a Feira da Moda, passou a patrocinar o time na Superliga A 2022-23.
Em 2021, foi formado um time no naipe feminino pela Abel e diretoria de Turismo e a Fundação de Esportes (FME) de Brusque, em 2021 venceu o Campeonato da Federação Catarinense Vôlei Brasil,  venceu o Superliga C,ascendendo a Superliga B de 2022 e obteve o vice-campeonato E garantindo a sua participação na Superliga A 2022-23.
Em 2024, a ABEL Moda Vôlei foi vice-campeã da Superliga Brasileira de Voleibol Feminino de 2024 - Série B, classificando-se para disputar a temporada 2024/25 da Superliga Série A.
Na temporada 2024/25, terminou a Superliga A na 12ª posição, sendo rebaixada para a 
Superliga B de 2026.

### Títulos e campanhas
- Superliga B:2024
- Superliga B:2022
- Superliga B:2017
- Superliga C:2022
- Superliga C:2021
- Campeonato Catarinense:2024

- Campeonato Catarinense:2021
- Campeonato Catarinense:2017

## Elenco atual
Lista de jogadoras do Abel Moda Vôlei para a temporada 2025/26.

## Elencos anteriores
Lista de jogadoras do Abel Moda Vôlei para a Superliga 2024/25.